# Michael DeLuise
Michael DeLuise, född 4 augusti 1969 i Los Angeles, Kalifornien, är en amerikansk skådespelare, son till skådespelarna Dom och Carol DeLuise. Michael DeLuise har flera skådespelande syskon, bl.a. Peter och David DeLuise.

## Filmografi
- Brooklyn South
- Seaquest DSV (1994-1996) (TV)
- Stargate SG-1 (2001) (TV)
- Gilmore girls (2004-2007)